# Вайнштейн, Борис Константинович
Бори́с Константи́нович Вайнште́йн (10 июля 1921, Москва — 28 октября 1996, там же) — российский физик, член-корреспондент АН СССР (1962), академик АН СССР (1976), академик РАН (1991).

## Биография
Родился в Москве. Окончил физический факультет МГУ (1945) и металлургический факультет Московского института стали и сплавов (1947). Аспирант лаборатории структурной электронографии Института кристаллографии имени А. В. Шубникова АН СССР (1945—1948). С 1962 года — директор Института кристаллографии. Председатель Научного совета по электронной микроскопии при Президиуме АН СССР и РАН (1963—1996), Научного совета по проблеме «Физика кристаллов» РАН (1992—1996). Главный редактор журнала «Кристаллография» (1982—1996). Награждён орденом «За заслуги перед Отечеством» IV степени (1996).
Похоронен в Москве на Ваганьковском кладбище.
Дочь Ольга (род. 1959) — доктор филологических наук, историк культуры.

## Вклад в науку
Труды по теории рентгено- и электронографии, структурному анализу кристаллов, строению биологических кристаллов и макромолекул, электронной микроскопии.
На первом этапе своей научной деятельности Вайнштейн внёс значительный вклад в превращении электронографии в действенный метод структурного анализа. Он впервые в электронографии начал широко применять метод разложения и синтеза функций с помощью преобразования Фурье. Вайнштейн разработал кинетическую теорию интенсивностей при дифракции электронов, им были получены основные формулы интегральной интенсивности отражения от различных объектов. Им были впервые рассчитаны атомные факторы рассеяния электронов для всех элементов. Основываясь на этих теоретических работах, он первым экспериментально определил положения атомов водорода в ряде органических соединений.
Вайнштейн внёс большой вклад в решение фазовой проблемы и применение идей И. Гельфанда о глобальных минимумах функций многих переменных в структурном анализе для прямого определения положений атомов.
Начиная с 1950-х годов учёный интенсивно занимался областью структур биологических объектов. Ему принадлежит идея использовать для расшифровки структур биологических соединений одновременно — дифракцию электронов и электронную микроскопию. Этими методами были расшифрованы структуры облучённой ДНК, транспортной РНК и многих белков, в частности, каталазы — белка с рекордным молекулярным весом 300 000.

Мемориальная доска Борису Константиновичу Вайнштейну, Ленинский проспект, 59

Под руководством профессора и директора Института кристаллографии Вайнштейна была решена задача автоматизации структурных исследований с передачей функций определения структур соединений ЭВМ. Вайнштейном и его коллегами была написана фундаментальная научная работа в 4-х томах «Современная кристаллография» (1979—1981), в которой были обобщены современные достижения теоретической и экспериментальной кристаллографии. Являлся членом редационной коллегии журналов «Физика твёрдого тела», «Поверхность: физика, химия, механика», «Журнала экспериментальной и теоретической физики», библиотечки «Квант».

## Публикации
Вайнштейн является автором более двухсот статей и трёх монографий, некоторые из которых:
- Б. К. Вайнштейн. Структурная электронография. — М.: Изд-во АН СССР, 1956.
- Б. К. Вайнштейн. Дифракция рентгеновских лучей на цепных молекулах. — М.: Изд-во АН СССР, 1963.
- Б. К. Вайнштейн. Рентгеноструктурный анализ глобулярных белков. // УФН, Т. 88, № 3 (1966).
- Б. К. Вайнштейн, В. М. Фридкин, В. Л. Инденбом. Современная кристаллография: В 4-х томах. — М.: Наука, 1979.
- Б. К. Вайнштейн. Электронная микроскопия атомного разрешения. // УФН, Т. 152, № 5 (1987).